# خوسيه راموس
خوسيه راموس (بالإسبانية: José Ramos)‏ (30 يونيو 1987 بتشيهواهوا في المكسيك - ) هو لاعب كرة قدم مكسيكي في مركز الوسط. لعب مع فينيكس راسينغ وPhoenix FC ‏.